# Zha Shenxing
Dans ce nom, le nom de famille précède le nom personnel.
Pour les articles homonymes, voir Zha.
Zha Shenxing (chinois : 查慎行 ; 7 juin 1650 - 25 septembre 1727) est un poète chinois du début de la dynastie Qing.

## Biographie
Zha Shenxing (à sa naissance : Zha Silian) est né en 1650 à Haining, Zhejiang. Il avait deux frères plus jeunes, Zha Sixun et Zha Siting. Dans ses premières années, il a étudié les classiques confucéens avec le confucianiste Huang Zongxi. À l'âge de 19 ans, il est devenu un élève de Ye Boyin. À l'âge de 20 ans, il a commencé à voyager à travers le pays.
Vers 1690 il a participé à des traités de géographie. En 1703, il passa le niveau le plus élevé des examens impériaux et obtint le titre de Jinshi . Il a été affecté à l'Académie Hanlin et au Grand Conseil. À la cour, Zha Shenxing a été l'un des compilateurs de l'anthologie classifiée de la poésie, 佩 文 齋 詠物 詩選 (Sélection de poèmes sur des objets de Pei Wenzhai) (achevé en 1706 et imprimé en 1707), et d'un dictionnaire. 
Il obtient sa mise à la retraite en 1713 et retrouve ses frères. En 1727, l'un de ses frères est arrêté pour avoir secrètement attaqué l'empereur Yongzheng dans ses écrits. Tous les membres masculins de la famille furent arrêtés, escortés à Pékin et emprisonnés. Peut-être que la véritable cause de leur malheur était l'association intime des frères Zha avec K'uei-hsü (敘 愷功 Nara), fils de son premier protecteur et dont il avait été le précepteur, et leur lien avec l'épineux problème de la succession de l'empereur Yongzheng au trône. Peut-être en raison de sa qualité de poète, ou pour sa grande loyauté envers l'empereur précédent, finalement l'empereur Yongzheng a laissé Zha Shenxing retourner dans sa ville natale. Il mourut l'année suivante.
En tant que poète, Zha Shenxing a été très apprécié par les compilateurs du catalogue impérial et il a été comparé à des poètes célèbres de la dynastie Song comme Su Shi et Lu You. Son poème intitulé 敬業 堂 詩集, (Ching-yeh-t'ang shih-chi, Recueil de poèmes Jingyetang), fut imprimé en 1719 - un supplément fut imprimé après sa mort. Ceci, avec un travail sur les changements, 周易 玩 辭 集解 (Chou-i wan-tz'û chi-chieh, "Explications rassemblées de Shou Yi"), en 10 chüan et un commentaire sur les poèmes de Su Shi, 補 註 東坡 編 年 詩 (Pu-chu Tung-p'o pien-nien shih), achevé en 1702 et imprimé en 1761, a été copié dans la bibliothèque impériale. Il a composé aussi plusieurs titres bien connus, sous forme de notes, parmi lesquelles le 得 樹 樓 雜 鈔 (Tê-shu-lou tsa-ch'ao, "Billets divers sur le bâtiment Deshu", et le 人海 集 (Jên-hai chi, "Mer de gens") arrangé vers 1713. Il a écrit un drame, intitulé 陰陽 判 (Yin-yang p'an, "le yin et le yang").

## Référence de l'Internet
- (en + zh) « Zha Shenxing 查慎行. Public profil », sur Geni (consulté le 1er octobre 2020).